# Simon Peng-Keller
Simon Peng-Keller  (* 1969) ist ein Schweizer katholischer Theologe und Professor für Spiritual Care an der Universität Zürich.

## Biografie
Simon Peng-Keller studierte katholische Theologie an der Universität Freiburg (Schweiz) und Universität Luzern. 2002 promovierte er zur psychologischen Mystikforschung des Arztes Carl Albrecht. 2010 erfolgte seine Habilitation und er erhielt die Venia legendi für das Fachgebiet Fundamentaltheologie und Theologie des geistlichen Lebens.
Seit 2004 wirkt er als Dozent für Theologie des geistlichen Lebens an der Theologischen Hochschule Chur. Seit Herbst 2015 ist er Professor für Spiritual Care an der Theologischen Fakultät der Universität Zürich. Neben seiner akademischen Tätigkeit wirkt er zusammen mit seiner Frau  Ingeborg Peng-Keller als Exerzitienbegleiter  im Geistlichen Zentrum St. Peter im Schwarzwald und im Lassalle-Haus, wo er auch den MAS/DAS-Lehrgang «Christliche Spiritualität. Quellen, Geschichte und heutige Praxis» verantwortet.

## Publikationen
- Geistbestimmtes Leben. Spiritualität. TVZ/NZN, Zürich 2012 (Reihe: Studiengang Theologie, Bd. XI.)
- Kontemplation. Einübung in ein achtsames Leben. Kreuz Verlag, Freiburg i. Br. 2012.
- Einladung zur Achtsamkeit Kreuz Verlag, Freiburg i. Br. 2012.
- Alte Passionen im neuen Leben – Postbaptismale Konkupiszenz als ökumenisches Problem und theologische Aufgabe. Freiburg i. Br. 2011.
- Einführung in die Theologie der Spiritualität. Darmstadt 2010.
- Gottespassion in Versunkenheit. Die psychologische Mystikforschung Carl Albrechts aus theologischer Perspektive. Echter Verlag, Würzburg 2003 (= Studien zur systematischen und spirituellen Theologie, Bd. 39).
- Auferstehungsleicht. Der ikonografische Weg von Josua Boesch. Noah Verlag, Oberegg 1999 (erweiterte Neuausgabe als CD-ROM 2015: Tau-AV-Media).

### Herausgeberschaft
- Aufbruchsfreude und Geistesgegenwart. Gestalten einer erneuerten christlichen Spiritualität. Zürich 2007 (mit A. Schmucki).
- Hermeneutische Blätter 2010: Vertrauen verstehen. (mit A. Hunziker).
- Gottvertrauen. Die ökumenische Diskussion um die fiducia. Herder, Freiburg i. Br. 2012 (mit Ingolf U. Dalferth).
- Kommunikation des Vertrauens. Evangelische Verlagsanstalt, Leipzig 2012 (mit I. U. Dalferth).
- Grundvertrauen. Hermeneutik eines Grenzphänomens. Evangelische Verlagsanstalt, Leipzig 2013 (mit I. U. Dalferth).
- Hermeneutische Blätter 2013: Vertrauen interdisziplinär.
- Scala divini amoris. Stufen zur Gottesliebe. übers. v. K. Ruh. Kreuz Verlag, Freiburg i. Br. 2013.
- Bildhaftes Erleben in Todesnähe. Hermeneutische Erkundungen einer heutigen ars moriendi. TVZ, Zürich 2014 (mit Pierre Bühler).